# Философия спорта
Философия спорта — философская дисциплина, изучающая спорт как социальное и культурное явление, в его взаимосвязях с вопросами этики, морали, философии права и иными вопросами общего порядка.

## История дисциплины
Метафизические и этические аспекты спорта рассматривались ещё философами Древней Греции.
Философия спорта берёт своё начало в качестве отдельной дисциплины в 1920-х годах, выступая реакцией на широкое распространение спорта и его превращение в социальное явление мирового масштаба.
В современную эпоху возрождение философского изучения спорта связывают с работами Пола Вайса в конце 1960-х. В 1972 году возникла Международная ассоциация по философии спорта (англ. The International Association for the Philosophy of Sport), ею издаётся Journal of the Philosophy of Sport.